# División de Honor de waterpolo 2018-19
La División de Honor de waterpolo masculino 2018-19, conocida por motivos de patrocinio como Liga PREMAAT, es la 54.ª edición de la máxima categoría masculina de waterpolo. El torneo es organizado por la Real Federación Española de Natación. El Atlètic Barceloneta es el vigente campeón. La fase regular finalizó con el Atlètic Barceloneta en primera posición. En la fase de play off el Atlètic Barceloneta se proclamó campeón tras vencer en la final al Club Natació Barcelona.

## Sistema de competición
La competición consta de dos fases: la primera, la liga regular que se compone de 12 equipos repartidos por toda la geografía española. Siguiendo un sistema de liga, los 12 clubes se enfrentaran todos contra todos en dos ocasiones, una en piscina propia y otra en piscina contraria, contabilizando 22 jornadas en total.
La clasificación final se establece teniendo en cuenta los puntos obtenidos en cada enfrentamiento, a razón de tres por partido ganado, uno por empate y ninguno en caso de derrota. Si al finalizar el campeonato dos equipos igualan a puntos, los mecanismos para desempatar la clasificación son los siguientes:
- Mejor clasificado el equipo que haya sumado más puntos en los encuentros disputados entre ellos.
- Mejor clasificado el equipo que tenga una mayor diferencia de goles en los encuentros disputados entre ellos.
- Mejor clasificado el equipo que haya marcado un número mayor de goles en los partidos jugados entre ellos
- Mejor clasificado el equipo que tenga mayor diferencia de goles en el cómputo general.
- Mejor clasificado el equipo que haya marcado mayor número de goles.
- En el caso de persistir el empate, y sólo en el supuesto de que sea necesario para la clasificación para una competición posterior, tanto nacional como internacional, se realizará un nuevo partido de desempate.

Si el empate persiste entre dos o más clubes:
- En el momento que siguiendo el orden de desempate anterior entre dos equipos se establezca una clasificación está sería la definitiva. Si una vez establecida dicha clasificación dos equipos permanecen empatados, se aplicará la normativa de desempates entre dos equipos para resolverlo.

Al finalizar esta primera fase, se realizará la segunda y última que consiste en realizar un play-off. Los 8 primeros de la tabla se medirán al mejor de tres partidos, siendo el tercer partido el del desempate, si es necesario. Quien gane el play-off será el campeón de la División de Honor.

## Equipos participantes

### Equipos por comunidad autónoma
| N.º | Comunidad autónoma  | Equipos |
| --- | ------------------- | --- |
| 1   | Canarias            | C.N. Tenerife Echeyde |
| 8   | Cataluña            | C.N. Terrasa, C.N. Sabadell, C.N. Catalunya, C.N. Mataró Quadis, C.N. Barcelona, Atlètic Barceloneta, C.N. Sant Andreu, C.E. Mediterrani |
| 2   | Comunidad de Madrid | Real Canoe N.C, A.R. Concepción Ciudad Lineal                                                                                            |
| 1   | Navarra             | C.N. Waterpolo Navarra |

### Ascensos y descensos
En total serán 12 clubes quienes disputarán la liga. La disputarán los 10 primeros clasificados de la División de Honor 2017-18, el primer clasificado de la Primera División y el ganador de una promoción a tal efecto disputada entre el penúltimo de esta categoría y el segundo de la Primera División 2017-18.
| Pos. | Descendidos de División de Honor |
| ---- | -------------------------------- |
| 12º  | C.N. Molins de Rei               |

| Pos. | Ascendidos de Primera División |
| ---- | ------------------------------ |
| 1º   | A.R. Concepción Ciudad Lineal  |

## Arbitraje
Los árbitros de cada partido serán designados por una comisión creada para tal objetivo e integrada por representantes de la RFEN y el CNA. 
En la temporada 2018-19, los colegiados de la categoría son los siguientes:
- Jordi Aymerich Miñarro
- Francesc Xavier Buch
- Roberto Cerezo Crespo
- Juan Carlos Colominas Ezponda
- Sergio Galindo Moreno
- David Gómez Pordomingo
- Sergio Gómez Vivancos
- Alex Márquez
- Ernest Iñesta Peralta
- Oriol Jaumandreu Sellares
- Sergio Jiménez Turnes
- Borja Marcos Rodero
- Carlos Ortega Carreras
- Alex Ortega Pacheco
- Pau Segurana Ferre
- José María Teule Barreda
- Jaume Teixido Bermúdez
- Raúl Torres Pérez
- Marta Cabanas
- Juan José Verdejo Domingo